# NGC 2041
NGC 2041 is een open sterrenhoop in het sterrenbeeld Goudvis. Het hemelobject werd op 6 november 1826 ontdekt door de Schotse astronoom James Dunlop.

## Synoniemen
- ESO 86-SC16